# Nagroda Brytyjskiej Akademii Filmowej za najlepszy występ komediowy

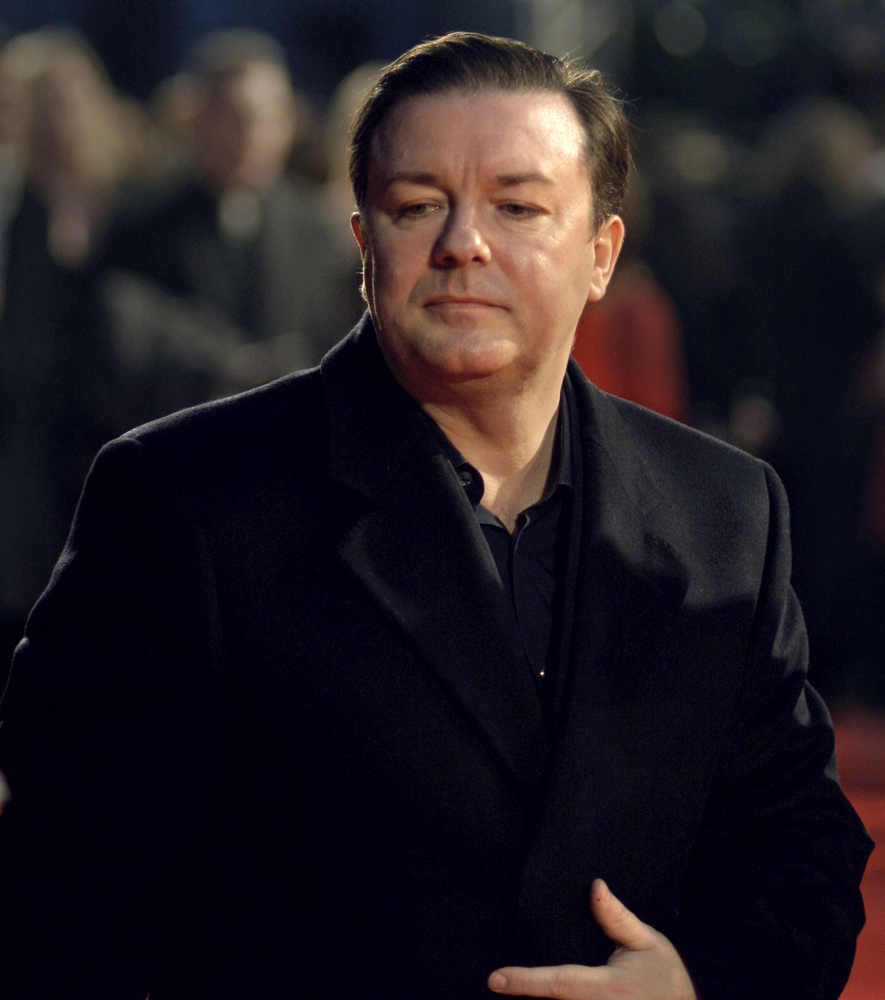
Czterokrotny zdobywca nagrody, Ricky Gervais

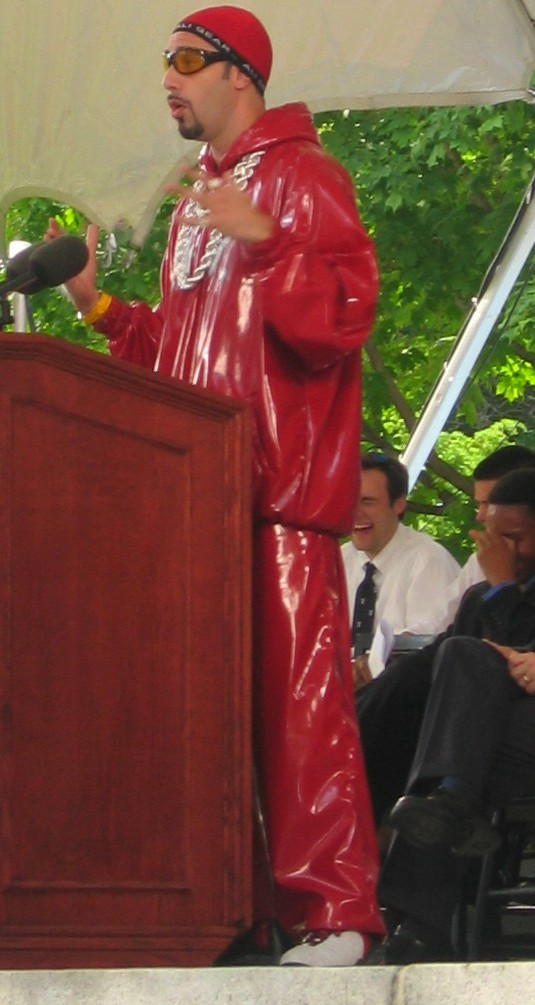
Sacha Baron Cohen jako Ali G, za którego rolę dostał nagrodę za rok 2000

Nagroda BAFTA za najlepszy występ komediowy (Best Comedy Performance) – jedna z kategorii w ramach Nagród Telewizyjnych Brytyjskiej Akademii Sztuk Filmowych i Telewizyjnych (BAFTA), istniejąca w latach 1994-2008. Nagroda przeznaczona była dla wykonawcy, który - zdaniem członków Akademii - zagrał w minionym roku najlepszą rolę w serialu lub programie komediowym. Pod uwagę brane były wyłącznie produkcje uznawane za brytyjskie. Nagroda była wspólna dla aktorów obu płci.
Począwszy od nagród za rok 2009 (wręczonych wiosną roku 2010), kategorię tę zastąpiły dwie nowe: za najlepszą kobiecą rolę komediową i najlepszą męską rolę komediową. Pierwszymi zwycięzcami w nowej formule zostali Rebecca Front i Peter Capaldi, oboje za swoje role w serialu The Thick of It.

## Zwycięzcy i nominowani

### 1994
- Nagroda: Joanna Lumley za Absolutnie fantastyczne
- Nominacje:
  - Steve Coogan za Three Fights, Two Weddings And A Funeral
  - Annette Crosbie za Jedną nogą w grobie
  - Richard Wilson za Jedną nogą w grobie

### 1995
- Nagroda: Martin Clunes za Men Behaving Badly
- Nominacje:
  - Judi Dench za As Time Goes By
  - Joanna Lumley za Absolutnie fantastyczne
  - Richard Wilson za Jedną nogą w grobie

### 1996
- Nagroda: David Jason za Only Fools and Horses
- Nominacje:
  - Martin Clunes za Men Behaving Badly
  - Joanna Lumley za Absolutnie fantastyczne
  - Nicholas Lyndhurst za Only Fools and Horses

### 1997
- Nagroda: Steve Coogan za I’m Alan Patridge
- Nominacje:
  - Judi Dench za As Time Goes By
  - Dawn French za Pastora na obcasach
  - Richard Wilson za Jedną nogą w grobie

### 1998
- Nagroda: Dermot Morgan za Ojciec Ted
- Nominacje:
  - Caroline Aherne za The Royle Family
  - Ardal O’Hanlon za Ojciec Ted
  - Julie Walters za Dinnerladies

### 1999
- Nagroda: Caroline Aherne za The Royle Family
  - Nominacje:
  - Dawn French za Pastora na obcasach
  - Sue Johnston za The Royle Family
  - Ricky Tomlinson zaThe Royle Family

### 2000
- Nagroda: Sacha Baron Cohen za Da Ali G Show
  - Nominacje:
  - Caroline Aherne za The Royle Family
  - Dawn French za Pastora na obcasach
  - Kathy Burke za Daj, daj, daj

### 2001
- Nagroda: Ricky Gervais za Biuro
- Nominacje:
  - Kathy Burke za Daj, daj, daj
  - Joanna Lumley za Absolutnie fantastyczne
  - Robert Lindsay za Moją rodzinkę

### 2002
- Nagroda: Ricky Gervais za Biuro
- Nominacje:
  - John Bird i John Fortune za Bremner, Bird and Fortune
  - Steve Coogan za I’m Alan Patridge
  - Peter Kay za Phoenix Nights

### 2003
- Nagroda: Ricky Gervais za Biuro
- Nominacje:
  - Martin Freeman za Biuro
  - Matt Lucas za Małą Brytanię
  - David Walliams za Małą Brytanię

### 2004
- Nagroda: Matt Lucas i David Walliams za Małą Brytanię
- Nominacje:
  - Rory Bremner za Bremner, Bird and Fortune
  - Julia Davis za Nighty Night
  - Tamsin Grieg za Zielone skrzydło

### 2005
- Nagroda: Chris Langham za The Thick of It
- Nominacje:
  - Peter Capaldi za The Thick of It
  - Ashley Jensen za Statystów
  - Catherine Tate za The Catherine Tate Show

### 2006
- Nagroda: Ricky Gervais za Statystów
- Nominacje:
  - Dawn French za Pastora na obcasach
  - Stephen Merchant za Statystów
  - Liz Smith za The Royle Family

### 2007
- Nagroda: James Corden za Gavin & Stacey
- Nominacje: 
  - Stephen Merchant za Statystów
  - David Mitchell za Peep Show
  - Peter Capaldi za The Thick of It

### 2008
- Nagroda: David Mitchell za Peep Show
- Nominacje:
  - Rob Brydon za Gavin & Stacey
  - Sharon Horgan za Pulling
  - Claire Skinner za Outnumbered